# کوشتیتسه (ناحیه پلهریموف)
کوشتیتسه (به چکی: Košetice) یک منطقهٔ مسکونی در جمهوری چک است که در ناحیه پلهریموو واقع شده‌است. کوشتیتسه ۱۲٫۹۲ کیلومتر مربع مساحت و ۶۹۵ نفر جمعیت دارد و ۵۲۰ متر بالاتر از سطح دریا واقع شده‌است.